# Antonio Tajani
Antonio Tajani (Rome, 4 augustus 1953) is een Italiaans politicus van Forza Italia. Sinds 22 oktober 2022 is hij vicepremier en minister van Buitenlandse Zaken in de Italiaanse regering onder premier Giorgia Meloni. Voordien was hij jarenlang actief in de Europese politiek namens de Europese Volkspartij (EVP). Tajani was onder meer Europarlementariër (1994–2008 en 2014–2022), Eurocommissaris (2008–2014) en van 17 januari 2017 tot 3 juli 2019 de voorzitter van het Europees Parlement.

## Biografie

### Opleiding en vroege carrière
Antonio Tajani studeerde rechten aan de Universiteit Sapienza Rome en was vervolgens actief als luchtverdedigingsleider bij de Italiaanse luchtmacht. Vanaf 1980 was hij werkzaam als journalist, onder meer bij omroep RAI en de krant Il Giornale.
In zijn jonge jaren raakte Tajani geïnteresseerd in politiek en sloot hij zich aan bij de jeugdafdeling van de Unione Monarchica Italiana (Italiaanse Monarchistische Unie), die pleitte voor de terugkeer van de Italiaanse monarchie. Ruim twee decennia later, in 1993, richtte hij samen met onder anderen Silvio Berlusconi en Antonio Martino de centrumrechtse partij Forza Italia op. Die partij won in 1994 de Italiaanse parlementsverkiezingen, waarna Berlusconi premier werd en Tajani zijn woordvoerder. Tajani zelf stelde zich later dat jaar verkiesbaar bij de Europese parlementsverkiezingen, waarbij hij verkozen werd in het Europees Parlement.

### Europees Parlement (1994–2008)
Als Europarlementariër maakte Tajani deel uit van de Europese Volkspartij (EVP). Hij werd herkozen in 1999 en 2004. Vanaf 1999 was Tajani fractievoorzitter namens Forza Italia en vanaf 2002 vicevoorzitter van de EVP. Hij had onder meer zitting in het comité voor Buitenlandse Zaken.
Tijdens zijn periode in het Europees Parlement stelde Tajani zich in 2001 ook verkiesbaar voor de burgemeestersverkiezingen in zijn geboortestad Rome. Hij werd hierbij echter verslagen door Walter Veltroni van de linkse partij Democratici di Sinistra. Tajani nam desondanks wel zitting in de gemeenteraad van de Italiaanse hoofdstad.

### Europese Commissie (2008–2014)
In mei 2008 werd Tajani aangesteld als Eurocommissaris voor Vervoer en tevens vicevoorzitter in de commissie-Barroso I. Hij volgde Franco Frattini op als commissaris, nadat deze ontslag genomen had en minister van Buitenlandse Zaken werd in de Italiaanse regering van Silvio Berlusconi. Tajani kreeg het bevoegdheidspakket van Frans commissaris Jacques Barrot.
Na de Europese verkiezingen van 2009 werd Tajani opnieuw de Italiaanse Eurocommissaris, nu in de tweede commissie-Barroso, die op 10 februari 2010 aantrad. Ditmaal was hij belast met de portefeuille Industrie en Ondernemerschap. Tegelijkertijd bleef hij vicevoorzitter.
Op nationaal niveau behoorde Tajani tussen 2009 en 2013 tot de partij Il Popolo della Libertà (Het volk van de vrijheid), die was voortgekomen uit Forza Italia en de Alleanza Nazionale. In 2013 werd Forza Italia door Berlusconi, Tajani en anderen echter nieuw leven ingeblazen. 
Op 1 juli 2014, kort voor het einde van het mandaat van de commissie-Barroso II, trad Tajani uit zijn functie terug. Hij nam na ruim zes jaar opnieuw zitting in het Europees Parlement, waarin hij bij de verkiezingen van mei 2014 opnieuw verkozen was. Hij werd als Eurocommissaris opgevolgd door Ferdinando Nelli Feroci.

### Europees Parlement (2014–2022)
Bij de start van zijn vierde periode in het Europees Parlement werd Tajani benoemd tot een van de veertien vicevoorzitters, belast met onder andere conciliatie en de LUX-prijs. Hij was als zodanig ook lid van het Bureau.Op 13 december 2016 verkoos de EVP Tajani tot haar kandidaat voor het voorzitterschap van het Europees Parlement, als opvolger van Martin Schulz. Hij won de verkiezing op 17 januari 2017 van Gianni Pittella, met 351 tegen 282 stemmen in de vierde stemronde.
In aanloop naar de Italiaanse parlementsverkiezingen van 2018 werd Tajani door Silvio Berlusconi naar voren geschoven als kandidaat-premier, mocht Forza Italia de verkiezingen winnen. Tajani accepteerde het aanbod, maar een regeringsdeelname kwam er uiteindelijk niet: de partij belandde in de oppositie.
Tajani bekleedde zijn functie als parlementsvoorzitter 2,5 jaar. Na de Europese parlementsverkiezingen van 2019 stelde hij zich als voorzitter niet verkiesbaar voor een nieuwe termijn en hij werd op 3 juli 2019 opgevolgd door landgenoot David Sassoli. Tajani behield wel zijn zetel in het parlement, tot hij in 2022 een plaats kreeg in de Italiaanse regering.

### Vicepremier en minister
Op 25 september 2022 vonden in Italië vervroegde parlementsverkiezingen plaats, die gewonnen werden door de rechtse alliantie waar Forza Italia toe behoort. Onder leiding van Giorgia Meloni (Broeders van Italië) werd een nieuwe regering gesmeed. In het kabinet-Meloni, dat op 22 oktober 2022 aantrad, werd Tajani benoemd tot minister van Buitenlandse Zaken en vicepremier.
Joaquín Almunia · Catherine Ashton · José Manuel Barroso · Jacques Barrot · Joe Borg · Karel De Gucht · Stavros Dimas · Benita Ferrero-Waldner · Ján Figeľ · Franco Frattini · Mariann Fischer Boel · Dalia Grybauskaitė · Danuta Hübner · Siim Kallas · Meglena Koeneva · László Kovács · Neelie Kroes · Markos Kyprianou · Peter Mandelson · Charlie McCreevy · Louis Michel · Leonard Orban · Andris Piebalgs · Janez Potočnik · Viviane Reding · Olli Rehn · Paweł Samecki · 
Algirdas Šemeta · Vladimír Špidla · Antonio Tajani · Androulla Vassiliou · Günter Verheugen · Margot Wallström
Joaquín Almunia · László Andor · Catherine Ashton · Michel Barnier · José Manuel Barroso · Tonio Borg (vanaf 28 november 2012) · Dacian Cioloş · John Dalli (tot 16 oktober 2012)  · María Damanáki · Jacek Dominik (sinds 16 juli 2014) · Štefan Füle · Karel De Gucht  · Máire Geoghegan-Quinn · Kristalina Georgieva · Johannes Hahn · Connie Hedegaard · Siim Kallas · Jyrki Katainen (sinds 16 juli 2014) · Neelie Kroes · Janusz Lewandowski (tot 1 juli 2014) · Cecilia Malmström · Neven Mimica · Ferdinando Nelli Feroci (sinds 16 juli 2014) · Günther Oettinger · Andris Piebalgs · Janez Potočnik · Viviane Reding (tot 1 juli 2014) · Olli Rehn (tot 1 juli 2014) · Martine Reicherts (sinds 16 juli 2014) · Maroš Šefčovič · Algirdas Šemeta · Antonio Tajani (tot 1 juli 2014) · Androulla Vassiliou